# Бенькович, Лев Ефремович
Лев Ефремович Бенькович (1907, Клинцы, Суражский уезд, Черниговская губерния, Российская империя — 1995, Самара, Самарская область, Россия) — советский государственный и партийный деятель. Председатель Еврейского облисполкома (1949—1955). Первый секретарь обкома КПСС Еврейской автономной области (1955—1957).

## Биография
Родился в 1907 в городе Клинцы Суражского уезда Черниговской губернии Российской империи (ныне в составе Клинцовского района Брянской области Российской Федерации). Член ВКП(б) с 1940.
С 1946 года - на общественной и политической работе. В 1946-1970 гг. — заведующий Отделом авиационной промышленности, заместитель секретаря, заведующий Отделом металлургической промышленности, заведующий Отделом машиностроения Куйбышевского областного комитета ВКП(б), председатель Исполнительного комитета Областного Совета Еврейской автономной области, 1-й секретарь Областного комитета КПСС Еврейской автономной области, начальник IV управления, заместитель председателя по оборонной промышленности, 1-й заместитель, освобождённый заместитель председателя СНХ Куйбышевского экономического административного района, начальник Технического управления СНХ Средне-Волжского экономического района, председатель Плановой комиссии Поволжского экономического района.
Избирался депутатом Верховного Совета РСФСР 3-го, 4-го созывов. Скончался в 1995 году.

## Награды
Награждён медалью "За доблестный труд в Великой Отечественной войне 1941 - 1945 гг.".